# Temporada 1973 del Campeonato de Europa de Rally
La temporada 1973 fue la edición 21º del Campeonato de Europa de Rally. Comenzó el 2 de febrero en el Arctic Rally y finalizó el 28 de octubre en el RACE Rally de España. El certamen contaba con un calendario de veintiuna pruebas. El ganador fue el italiano Sandro Munari.

## Calendario
| N.º | Fecha                          | Rally                                       |
| --- | ------------------------------ | ------------------------------------------- |
| 1   | 2-4 de febrero                 | Rally del Ártico                            |
| 2   | 10-12 de febrero               | Rally Costa Brava                           |
| 3   | 9-11 de marzo                  | Rally Stuttgart Lyon-Charbonnières Solitude |
| 4   | 6-8 de abril                   | Rally Firestone                             |
| 5   | 12-14 de abril                 | Rally dell'Isola d'Elba                     |
| 6   | 19-22 de abril                 | Rally Circuito de Irlanda                   |
| 7   | 30 de abril - 5 de mayo        | Internationale Tulpenrallye                 |
| 8   | 10-13 de mayo                  | YU Rally                                    |
| 9   | 11-13 de mayo                  | Fram Castrol Welsh Rally                    |
| 10  | 20-27 de mayo                  | Rallye Féminin Paris – Saint Raphael        |
| 11  | 31 de mayo - 2 de junio        | Semperit Rallye                             |
| 12  | 2-6 de junio                   | International Scottish Rally                |
| 13  | 21-24 de junio                 | Rally Zlatni Piassatzi                      |
| 14  | 6-7 de julio                   | Rallye Vltava                               |
| 15  | 27-29 de julio                 | Danube Rally                                |
| 16  | 28 de agosto - 1 de septiembre | Int. Sachs Rallye Baltic                    |
| 17  | 30 de agosto - 1 de septiembre | Rally San Martino di Castrozza              |
| 18  | 14-24 de septiembre            | Tour de Francia Automovilístico             |
| 19  | 28-29 de septiembre            | Rally München-Wienna-Budapest               |
| 20  | 29-30 de septiembre            | Rothmans Cyprus International Rally         |
| 21  | 26-28 de octubre               | RACE Rallye de España                       |

## Resultados

### Campeonato de pilotos
| Pos. | Piloto        | ARC | COS | SLC | FIR | IDE | IRE | TUL | YUR | WEL | FEM | SEM | SCO | BUL | VLT | DAN | SAC | SMC | TOU | MWB | YP | ESP | Puntos |
| 1.   | Sandro Munari |     | 1   |     | 1   | 7   |     |     |     |     |     |     |     |     | 2   | 3   |     | 1   | 1   |     |    |     | ?      |